# Cap d’Astarac
Cap d’Astarac ist eine französische Gemeinde mit 480 Einwohnern (Stand: 1. Januar 2022) im Département Gers in der Region Okzitanien (bis 2015 Midi-Pyrénées). Sie gehört zum Arrondissement Mirande und zum Gemeindeverband Communauté de communes Val de Gers.
Die Gemeinde entstand mit Wirkung vom 1. Januar 2025 als Commune nouvelle durch Zusammenlegung der bis dahin selbstständigen Gemeinden Saint-Blancard, Cabas-Loumassès, Monbardon und Sarcos, die fortan den Status als Communes déléguées besitzen. Der Verwaltungssitz befindet sich in Saint-Blancard.

## Gemeindegliederung
| Commune déléguée                 | Ehemaliger INSEE-Code | PLZ   | Fläche (km²) | Einwohnerzahl (2022) |
| -------------------------------- | --------------------- | ----- | ------------ | -------------------- |
| Saint-Blancard (Verwaltungssitz) | 32365                 | 32140 | 14,87        | 281                  |
| Cabas-Loumassès                  | 32067                 | 32140 | 04,11        | 048                  |
| Monbardon                        | 32260                 | 32420 | 06,41        | 069                  |
| Sarcos                           | 32413                 | 32140 | 06,41        | 082                  |

## Geografie
Cap d’Astarac liegt rund 27 Kilometer südöstlich von Mirande und 34 Kilometer südsüdöstlich von Auch im Süden des Départements Gers an der Grenze zum Département Haute-Garonne. Der Ort befindet sich in der Région naturelle des Astarac, die sich entlang des Plateaus von Lannemezan zieht und Teil der historischen Provinz der Gascogne ist. Die Gemeinde erstreckt sich über drei Ausläufer des Plateaus von Lannemezan, die jeweils flache bis steile Bergrücken zwischen den Flüssen Arrats, Arrats de devant und Gimone bilden. Zahlreiche Bäche entspringen auf den Höhenzügen, die in niederschlagsarmen Perioden häufig trockenfallen. Auf einem der Kämme befindet sich das Zentrum im Ortsteil Saint-Blancard in Form eines Straßendorfs auf etwa 330 m Höhe und die höchste Erhebung von 357 m in der Nähe. Die niedrigste Erhebung wird im äußersten Nordwesten mit 216 m beim Austritt der Gimone aus dem Gemeindegebiet gemessen.
Teile des Gebiets von Cap d’Astarac gehören zum Natura-2000-Schutzgebiet „Vallée et coteaux de la Lauze“ (FR7300897) und zu sieben ZNIEFF-Naturzonen.
Umgeben wird Cap d’Astarac von den elf Nachbargemeinden:
| Bézues-Bajon Aussos                             | Monties                                     | Gaujan            |
| Arrouède                                        | Kompassrose, die auf Nachbargemeinden zeigt | Puymaurin Nénigan |
| Manent-Montané Mont-d’Astarac (Berührungspunkt) | Lalanne-Arqué                               | Péguilhan         |

## Sehenswürdigkeiten
| Name                       | Ort             | Bemerkungen                                                       | Bild |
| -------------------------- | --------------- | ----------------------------------------------------------------- | ---- |
| Schloss Saint-Blancard     | Saint-Blancard  | 16. Jahrhundert, in Teilen als Monument historique eingeschrieben |      |
| Kirche Saint-Pancrace      | Saint-Blancard  | 13. Jahrhundert                                                   |      |
| Kirche Saint-Jean-Baptiste | Cabas-Loumassès |                                                                   |      |
| Kirche Sainte-Magdelaine   | Monbardon       |                                                                   |      |
| Schloss Monbardon          | Monbardon       |                                                                   |      |
| Kirche Saint-Étienne       | Sarcos          | 16. Jahrhundert                                                   |      |

## Bildung
Die Gemeinde verfügt über
- eine öffentliche Vorschule (École maternelle) in Saint-Blancard und
- eine öffentliche Grundschule (École élémentaire) in Monbardon.[4]

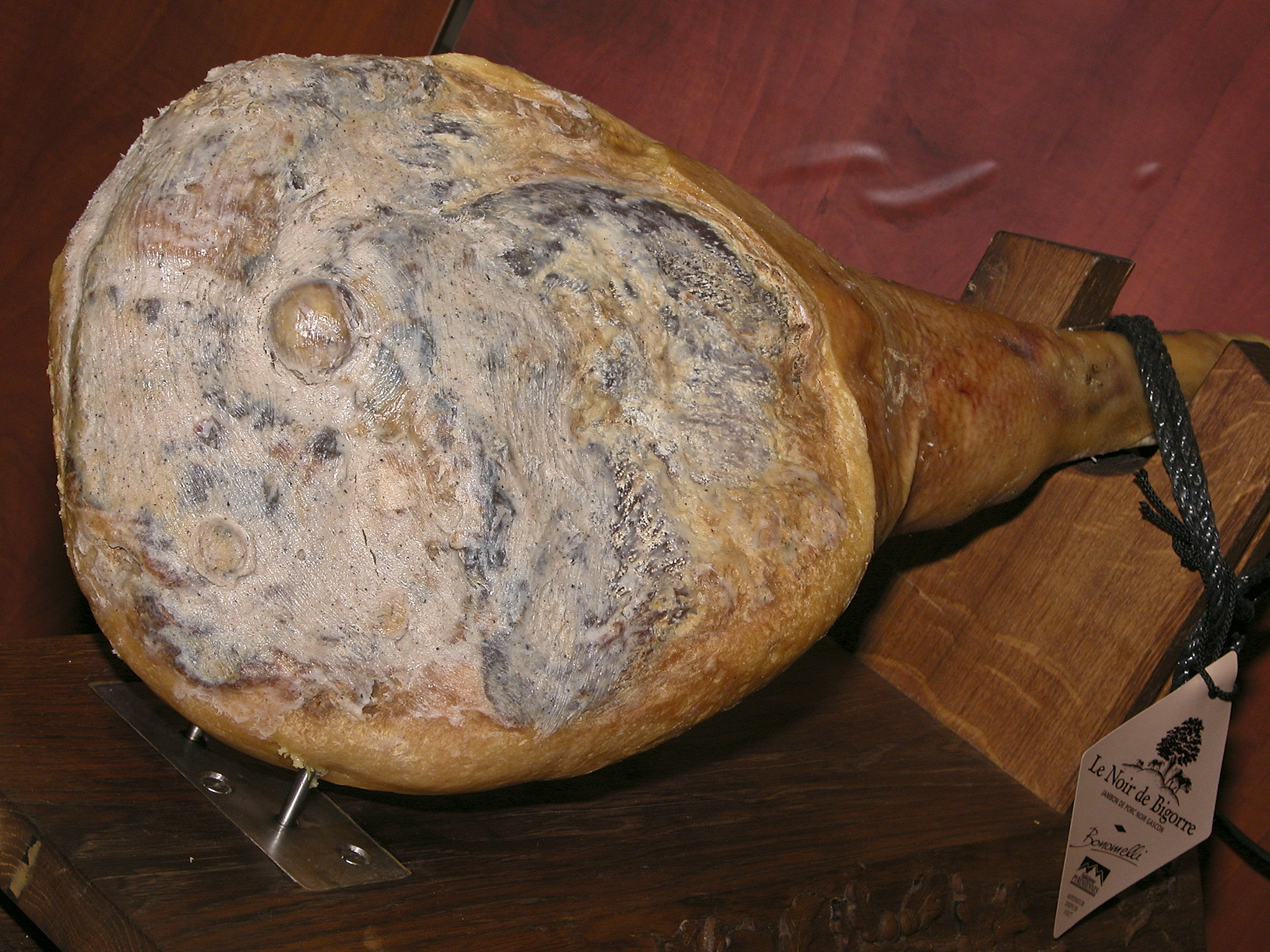
Jambon noir de Bigorre

## Wirtschaft
Rund fünfzehn Landwirte betreiben im Dorf Saint-Blancard Viehzucht, Geflügelzucht, konventionelle oder biologische Landwirtschaft, Direktverkauf, Spezialproduktion. Als Wertschätzung für die Arbeit der Biobauern trägt Saint-Blancard seit 2022 das Label „Territoire Bio-Engagé“. Dieses Label wird Gemeinden verliehen, die mehr als 15 % ihrer landwirtschaftlichen Fläche biologisch bewirtschaften. Saint-Blancard hat 31,32 %.
Cap d’Astarac liegt in den Zonen AOC
- der Schweinerasse Schwarzfußschwein (Porc noir de Bigorre) und
- des dazugehörigen Schinkens Jambon noir de Bigorre

## Verkehr
Cap d’Astarac liegt abseits größerer Verkehrsachsen. Nachgeordnete Departementsstraßen und lokale Landstraßen verbinden die Ortsteile untereinander und mit den Nachbargemeinden. Ein Anruflinienbus des Gemeindeverbands verkehrt zweimal täglich zwischen Saint-Blancard und Auch.